# Województwo wołyńskie (II Rzeczpospolita)

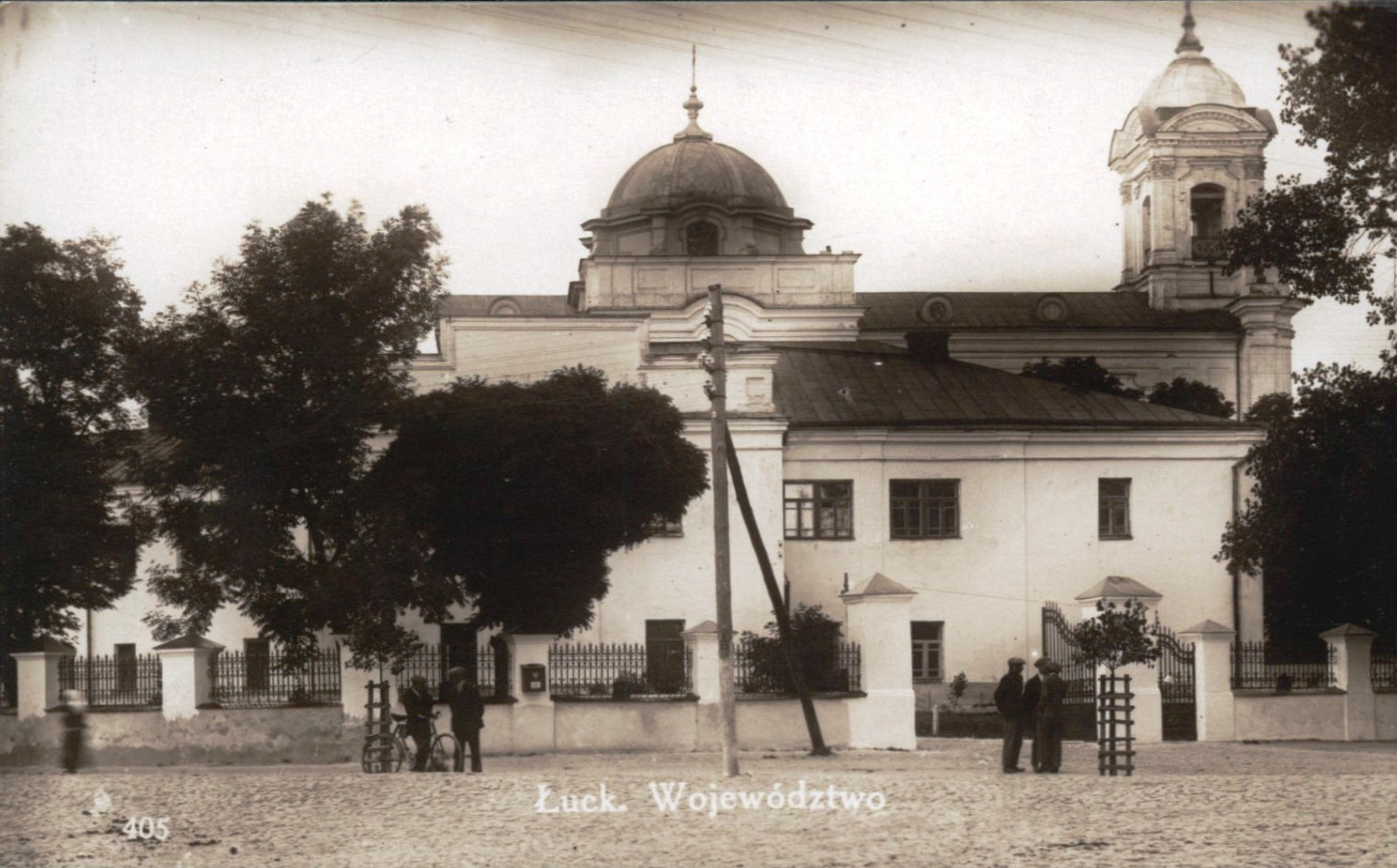
Urząd Wojewódzki Wołyński w Łucku

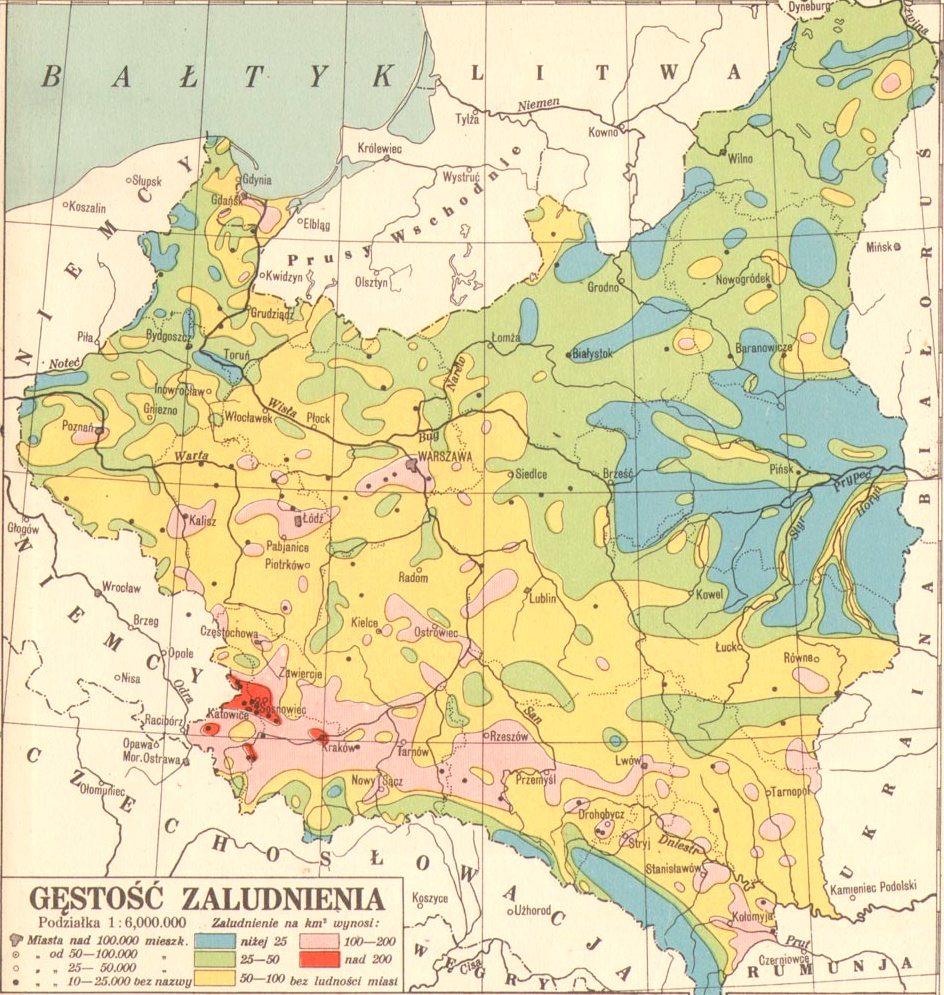
Polska, gęstość zaludnienia, 1931

Województwo wołyńskie – województwo II Rzeczypospolitej istniejące w latach 1921–1939 ze stolicą w Łucku.
Województwo zostało utworzone 19 lutego 1921 roku z terenów wchodzących w skład zachodniej części Guberni wołyńskiej. Największą zmianą terytorialną w ciągu istnienia województwa było przyłączenie 16 grudnia 1930 roku powiatu sarneńskiego z województwa poleskiego. W 1938 roku powierzchnia województwa wynosiła 35 754 km². Poza Łuckiem, głównymi miastami były Równe (największe miasto), Kowel, Krzemieniec, Ostróg, Włodzimierz i Dubno.

## Demografia

### Ludność województwa wołyńskiego 1921 według deklarowanej narodowości
W spisie z 1921 roku zarejestrowano 1 437 907 mieszkańców.
- Ukraińcy[7][8] – 68,4%; 983 596
- Polacy[9] – 16,8%; 240 922
- Żydzi[10] – 10,6%; 151 744
- Czesi (tzw. Czesi wołyńscy)[11] – 1,77%; 25 405
- Niemcy[12] – 1,74%; 24 960
- Rosjanie[13] – 0,66%; 9450

W granicach z 1931 (wraz z powiatem sarneńskim włączonym do województwa w 1930 z województwa poleskiego) ludność województwa wołyńskiego wynosiła w 1921 roku 1 584 157 osób, w tym 265 486 (16,8%) Polaków, 1 087 383 (68,6%) Ukraińców, 165 972 (10,5%) Żydów, 25 474 (1,6%) Niemców, 25 491 (1,6%) Czechów i 1717 Białorusinów.

### Ludność województwa wołyńskiego 1921 według deklarowanego wyznania[6]
- prawosławne – 74,2%; 1 066 842
- rzymskokatolickie – 11,6%; 166 512
- mojżeszowe – 11,5%; 164 740
- ewangelickie – 2,55%; 36 695

### Ludność województwa wołyńskiego 1931 w powiatach według deklarowanego języka ojczystego
| Województwo wołyńskie     |                |                 |                |               |               |
| Powiat                    | Polacy         | Ukraińcy        | Żydzi          | Niemcy        | Inni          |
| dubieński (lub dubnowski) | 33 987 (15%)   | 158 173 (69,8%) | 17 430 (7,7%)  | 2789 (1,2%)   | 14 430 (6,3%) |
| horochowski               | 21 100 (17,3%) | 84 224 (69,0%)  | 9993 (8,2%)    | 4977 (4,1%)   | 1751 (1,5%)   |
| kostopolski               | 34 951 (21,9%) | 105 346 (66,0%) | 10 481 (6,6%)  | 7545 (4,7%)   | 1279 (0,8%)   |
| kowelski                  | 36 720 (14,4%) | 185 240 (72,6%) | 26 475 (10,4%) | 1813 (0,7%)   | 5244 (2,2%)   |
| krzemieniecki             | 25 758 (10,6%) | 196 000 (80,7%) | 18 679 (7,7%)  | 118           | 2477 (1,0%)   |
| lubomelski                | 12 150 (14,2%) | 65 906 (77,1%)  | 6818 (8,0%)    | 8             | 625 (0,7%)    |
| łucki                     | 55 446 (19,4%) | 172 038 (59,2%) | 34 142 (11,7%) | 17 619 (6,1%) | 10 560 (3,6%) |
| rówieński                 | 36 990 (14,6%) | 166 286 (65,8%) | 37 484 (14,8%) | 7458 (2,9%)   | 10 371 (4,1%) |
| sarneński                 | 30 426 (16,8%) | 129 637 (71,5%) | 16 019 (8,9%)  | 922 (0,5%)    | 4280 (2,3%)   |
| włodzimierski             | 40 286 (26,8%) | 88 174 (58,6%)  | 17 236 (11,5%) | 2788 (1,9%)   | 1900 (1,2%)   |
| zdołbunowski              | 17 826 (15,1%) | 81 650 (69,0%)  | 10 787 (9,1%)  | 856 (0,7%)    | 7215 (6,1%)   |
| Ogółem (tys.): 2085,6     | 345,6 (16,6%)  | 1426,9 (68,4%)  | 205,5 (9,9%)   | 46,9 (2,3%)   | 59,6 (2,8%)   |

Ogółem
- Ukraińcy – 1 426,9 tys. (68,4%)
- Polacy – 346,6 tys. (16,6%)
- Żydzi – 205,5 tys. (9,9%)
- Niemcy – 46,9 tys. (2,3%)
- inni – 59,6 tys. (2,8%) (w tym Czesi – 31,tys (1,5%), Rosjanie – 23,4 tys. (1,1%))

Według Drugiego Powszechnego Spisu Ludności z 9.XII.1931 r.

### Ludność województwa wołyńskiego 1931 według deklarowanego wyznania
- prawosławne – 69,8%; 1 455 900
- rzymskokatolickie – 15,7%; 327 900
- mojżeszowe – 10%; 207 800
- ewangelickie – 2,6% – 53 400

Według drugiego powszechnego spisu ludności z 1931 roku województwo zamieszkiwało 264 040 osób rzymskokatolickiego wyznania, 10 130 – unickiego, 1 396 593 – prawosławnego wyznania, 40 126 – augsburskiego, 2304 – reformowanego, 252 – unijne ewangelickie, 7193 osób podało wyznanie ewangelickie bez bliższego określenia, 27 338 – inne chrześcijańskie, 83 762 – mojżeszowe, 40 – inne niechrześcijańskie, 161 osób nie zostało określonych (oraz bezwyznaniowi), 1111 osób nie podało przynależności konfesyjnej.
Według Drugiego Powszechnego Spisu Ludności z 9.XII.1931 r.
| wskaźnik analfabetyzmu - 1921: 68,8% ludności niepiśmiennej (58,1% – mężczyźni, 78,7% – kobiety) - 1931: 47,8% (32,2% – mężczyźni, 62,3% – kobiety) | według źródła utrzymania - 79,4% – rolnictwo - 8,5% – przemysł - 4,8% – handel - 1,7% – komunikacja |

### Struktura demograficzna (1931)[3]
Liczba ludności (dane z 9 grudnia 1931):
|        | Ogółem    | Ogółem | Kobiety   | Kobiety | Mężczyźni | Mężczyźni |
| osób   | %         | osób   | %         | osób    | %         |           |
| ------ | --------- | ------ | --------- | ------- | --------- | --------- |
| Ogółem | 2 085 574 | 100    | 1 064 526 | 51,04   | 1 021 048 | 48,96     |
| Miasto | 252 524   | 12,11  | 131 716   | 6,32    | 120 808   | 5,79      |
| Wieś   | 1 833 050 | 87,89  | 932 810   | 44,73   | 900 240   | 43,17     |

▶Wieś vs ▶miasto
Ogółem (▶k, ▶m)
Miasto (▶k, ▶m)
Wieś (▶k, ▶m)

## Podział administracyjny
Powierzchnia powiatów według stanu na 1939 r., w przypadku wcześniejszego zniesienia lub zmiany przynależności wojewódzkiej powiatu na ostatni rok istnienia w ramach danego województwa. Liczba ludności na podstawie spisu powszechnego z 1931 r., w przypadku powiatów zniesionych lub przeniesionych przed tą datą, dane ze spisu powszechnego z 1921 r.
| Powiat                    | Powierzchnia (km²) | Liczba mieszkańców | Siedziba (liczba mieszkańców) |
| ------------------------- | ------------------ | ------------------ | ----------------------------- |
| dubieński (lub dubnowski) | 3275               | 226 700            | Dubno (12 696)                |
| horochowski               | 1757               | 122 100            | Horochów (5991)               |
| kostopolski (od 1925)     | 3496               | 159 600            | Kostopol (6523)               |
| kowelski                  | 5682               | 255 100            | Kowel (27 653)                |
| krzemieniecki             | 2790               | 243 000            | Krzemieniec (19 997)          |
| lubomelski                | 2054               | 85 500             | Luboml (4111)                 |
| łucki                     | 4767               | 290 800            | Łuck (37 737)                 |
| ostrogski (do 1924)       | 818                | 56 595             | Ostróg (12 975)               |
| rówieński                 | 2898               | 252 800            | Równe (40 788)                |
| sarneński (od 1930)       | 5478               | 181 300            | Sarny (7587)                  |
| włodzimierski             | 2208               | 150 400            | Włodzimierz (24 609)          |
| zdołbunowski (od 1925)    | 1349               | 118 300            | Zdołbunów (10 228)            |

## Wojewodowie wołyńscy w II Rzeczypospolitej
- Jan Krzakowski 14 marca 1921 – 7 lipca 1921
- Tadeusz Łada 7 lipca 1921 – 12 sierpnia 1921 (p.o.)
- Stanisław Downarowicz 13 sierpnia 1921 – 19 września 1921
- Tadeusz Dworakowski 10 października 1921 – 15 marca 1922 (p.o.)
- Mieczysław Mickiewicz 22 lutego 1922 – 1 lutego 1923
- Stanisław Srokowski 1 lutego 1923 – 29 sierpnia 1924
- Kajetan Olszewski 29 sierpnia 1924 – 4 lutego 1925
- Aleksander Dębski 4 lutego 1925 – 28 sierpnia 1926
- Władysław Mech 28 sierpnia 1926 – 9 lipca 1928
- Henryk Józewski 9 lipca 1928 – 29 grudnia 1929
- Józef Śleszyński 13 stycznia 1930 – 5 czerwca 1930 (p.o.)
- Henryk Józewski 5 czerwca 1930 – 13 kwietnia 1938
- Aleksander Hauke-Nowak 13 kwietnia 1938 – 17 września 1939

Wicewojewodowie
- Ignacy Strzemiński 1938 – wrzesień 1939

## Miasta i miasteczka

### Synteza
W latach międzywojennych istniały trzy rodzaje jednostek osadniczych o charakterze topograficznie miejskim „miasto”, „miasteczko” i „osada miejska”. Na terenie woj. wołyńskiego występowały dwie formy (miasta i miasteczka).
Określenie „miasto” miało w latach międzywojennych trojakie znaczenie. Mogło odnosić się wyłącznie do charakteru prawnego miejscowości (a więc typu jednostki administracyjnej), co nie znaczyło automatycznie że „miasto administracyjne” faktycznie posiadało prawa miejskie. Podstawą zaliczenia danej miejscowości do grupy miast było tzw. kryterium administracyjne, jako najwięcej odpowiadające rozwojowi stosunków i życia. Mimo że większość miast prawnych prawa miejskie posiadała, wiele z nich miało zaledwie prawa miasteczka a niektóre miasta (Nisko, Borysław, Tustanowice) były wręcz wsiami.
Odwrotnie wiele miasteczek, a nawet miast – a więc faktycznie posiadających prawa miasteczka bądź prawa miejskie – były wsiami w gminach wiejskich. Jednostki te w ogólnych publikacjach nie są zaliczane do miast (a więc nie wpływają na liczbę miast województwa), co jednak lekceważy fakt posiadania praw miasteczka/praw miejskich (poniższa tabela je uwzględnia z zachowaną dystynkcją).
Wreszcie, niektóre miejscowości posiadały w nazwie wyraz „Miasto” – pisany wielką literą – mimo braku praw miejskich (np. Pruchnik Miasto, Waręż Miasto, Tartaków Miasto). Wyraz ten stanowił integralną część nazwy miejscowości (choć nie przesądzał bynajmniej jej charakteru topograficznego) aby odróżnić ją od innej (topograficznie wiejskiej) miejscowości o identycznej nazwie w tej samej okolicy (np. Pruchnik-Wieś, Waręż-Wieś, Tartaków-Wieś).
Za czasów II Rzeczypospolitej w poczet miast (gmin miejskich) zaliczano różne grupy miejscowości zależnie od obszaru dawnego zaboru, w których się znajdowały. W województwach wschodnich byłego zaboru rosyjskiego (m.in. w woj. poleskim) po odzyskaniu niepodległości panowało zamieszanie co do charakteru prawnego miejscowości posiadających prawa miejskie/miasteczka. Sprawa ta została częściowo uregulowana różnymi rozporządzeniami, lecz przepisy były tylko częściowo wykonywane. Ostatecznie w woj. poleskim za miasta uznano wszystkie miejscowości posiadające w 1924 roku prawa miejskie bądź te miejscowości o prawach miasteczka, które liczyły ponad 2000 mieszkańców. Jednakże Główny Urząd Statystyczny (na którego danych poniższa tabela jest utworzona) oparł wykaz nie na stanie faktycznym, lecz na obowiązujących przepisach prawno-administracyjnych (przez to są w nim niewielkie rozbieżności, np. Łokacze). Stąd:
- za „miasta” (gminy miejskie) uznano wszelkie miejscowości, które za czasów rosyjskich posiadały ustrój miejski, o ile liczą (w 1924 roku) więcej niż 4000 mieszkańców
- za „miasteczka” (gminy miejskie) uznano wszelkie miejscowości o charakterze miasteczkowym z liczbą mieszkańców (w 1924 roku) od 2000[28] do 4000 mieszkańców
- za „miasta/miasteczka” (gminy miejskie) uznano także wszelkie inne miejscowości, na które ustawa miejska (względnie tymczasowa ustawa miejska) została rozciągnięta indywidualnymi rozporządzeniami Komisarza Generalnego Ziem Wschodnich[29]

W poniższej tabeli umieszczono wszystkie miasta i miasteczka województwa wołyńskiego obu typów (stan na 1924 rok) z podziałem na charakter prawny (rodzaj jednostki administracyjnej) i przywileje (prawa miejskie/miasteczka). W późniejszych latach część najmniejszych miast status miejski utraciła; w wykazie oznaczono (►) miasta, które w 1937 roku były już wsiami.

### Wykaz
W poniższej tabeli umieszczono wszystkie miasta i miasteczka województwa wołyńskiego obu typów (stan na 1924 rok) z podziałem na charakter prawny (rodzaj jednostki administracyjnej) i przywileje (prawa miejskie/miasteczka). W późniejszych latach część najmniejszych miast status miejski utraciła; w wykazie oznaczono (►) miasta, które w 1937 roku były już wsiami.
Stan ludności: na 30 czerwca 1921 roku (niezależnie od statusu jednostki w 1921 roku)

Główne źródło: Skorowidz miejscowości Rzeczypospolitej Polskiej – Tom IX – Województwo Wołyńskie, Główny Urząd Statystyczny Rzeczypospolitej Polskiej, Warszawa 1923

Źródła uzupełniające: Dzienniki Ustaw, przedstawione w przypisach; Skorowidz miejscowości Rzeczypospolitej Polskiej – Tom VIII – Województwo Poleskie, Główny Urząd Statystyczny Rzeczypospolitej Polskiej, Warszawa 1924

► = status miejski utracony przed 1937 rokiem
| Herb | Miejscowość             | Charakter prawny     | Przywileje | Powiat        | Gmina                | Liczba mieszk. |
| ---- | ----------------------- | -------------------- | ---------- | ------------- | -------------------- | -------------- |
|      | Aleksandrja             | M-ko w gm. wiejskiej | Miasteczko | rówieński     | Kustyń               | 1781           |
|      | Beresteczko             | Miasto               | Miasto     | dubieński     | –                    | 5633           |
|      | Bereźne                 | Miasto               | Miasteczko | rówieński     | –                    | 2494           |
|      | Bereźne                 | M-ko w gm. wiejskiej | Miasteczko | rówieński     | Bereźne              | 1594           |
|      | Bereźnica (od 1930)     | Miasto ►             | Miasteczko | sarneński     | –                    | 2434           |
|      | Bereżce                 | M-ko w gm. wiejskiej | Miasteczko | krzemieniecki | Bereżce              | 715            |
|      | Białozórka              | Miasto ►             | Miasteczko | krzemieniecki | –                    | 2231           |
|      | Boremel                 | M-ko w gm. wiejskiej | Miasteczko | dubieński     | Boremel              | 935            |
|      | Czartorysk              | Miasto ►             | Miasteczko | łucki         | –                    | 2230           |
|      | Dąbrowica (od 1930)     | Miasto               | Miasteczko | sarneński     | –                    | 2694           |
|      | Demidówka               | M-ko w gm. wiejskiej | Miasteczko | dubieński     | Kniahinin            | 672            |
|      | Deraźne                 | M-ko w gm. wiejskiej | Miasteczko | rówieński     | Deraźne              | 701            |
|      | Drużkopol               | M-ko w gm. wiejskiej | Miasteczko | horochowski   | Brany                | 1121           |
|      | Dubno                   | Miasto               | Miasto     | dubieński     | –                    | 9146           |
|      | Gródek                  | M-ko w gm. wiejskiej | Miasteczko | kowelski      | Gródek               | 856            |
|      | Horochów                | Miasto               | Miasto     | horochowski   | –                    | 4421           |
|      | Horyńgród               | M-ko w gm. wiejskiej | Miasteczko | rówieński     | Tuczyn               | 2042           |
|      | Hoszcza                 | M-ko w gm. wiejskiej | Miasteczko | rówieński     | Hoszcza              | 1337           |
|      | Hulewicze               | M-ko w gm. wiejskiej | Miasteczko | kowelski      | Gródek               | 270            |
|      | Janówka                 | M-ko w gm. wiejskiej | Miasteczko | kowelski      | Wielick              | 247            |
|      | Jezierzany              | M-ko w gm. wiejskiej | Miasteczko | kowelski      | Nowy Dwór            | 917            |
|      | Katrynburg              | M-ko w gm. wiejskiej | Miasteczko | krzemieniecki | Borki                | 478            |
|      | Kisielin                | M-ko w gm. wiejskiej | Miasteczko | horochowski   | Kisielin             | 458            |
|      | Kiwerce                 | M-ko w gm. wiejskiej | Miasteczko | łucki         | Poddębce/Trościaniec | 824            |
|      | Klewań                  | M-ko w gm. wiejskiej | Miasteczko | rówieński     | Klewań               | 1782           |
|      | Kołki                   | Miasto ►             | Miasteczko | łucki         | –                    | 2145           |
|      | Korytnica               | M-ko w gm. wiejskiej | Miasteczko | włodzimierski | Korytnica            | 355            |
|      | Korzec                  | Miasto               | Miasto     | rówieński     | –                    | 4946           |
|      | Kostopol                | Miasto               | Miasteczko | rówieński     | –                    | 2990           |
|      | Kowel                   | Miasto               | Miasto     | kowelski      | –                    | 20 818         |
|      | Kozin                   | M-ko w gm. wiejskiej | Miasteczko | dubieński     | Krupiec              | 1021           |
|      | Krzemieniec             | Miasto               | Miasto     | krzemieniecki | –                    | 16 068         |
|      | Liszniówka              | M-ko w gm. wiejskiej | Miasteczko | kowelski      | Gródek               | 624            |
|      | Luboml                  | Miasto               | Miasteczko | lubomelski    | –                    | 3328           |
|      | Ludwipol                | M-ko w gm. wiejskiej | Miasteczko | rówieński     | Ludwipol             | 1239           |
|      | Łanowce                 | M-ko w gm. wiejskiej | Miasteczko | krzemieniecki | Białozórka           | 726            |
|      | Łobaczówka              | M-ko w gm. wiejskiej | Miasteczko | dubieński     | Beresteczko          | 842            |
|      | Łokacze                 | Miasto ►             | Miasteczko | horochowski   | –                    | 1794           |
|      | Łuck                    | Miasto               | Miasto     | łucki         | –                    | 21 157         |
|      | Maciejów                | Miasto ►             | Miasteczko | kowelski      | –                    | 2977           |
|      | Mielce                  | M-ko w gm. wiejskiej | Miasteczko | kowelski      | Datyń                | 158            |
|      | Mielnica                | M-ko w gm. wiejskiej | Miasteczko | kowelski      | Wielick              | 899            |
|      | Międzyrzecz             | Miasto ►             | Miasteczko | rówieński     | –                    | 2377           |
|      | Międzyrzecz             | M-ko w gm. wiejskiej | Miasteczko | ostrogski     | Nowomalin            | 1412           |
|      | Milanowicze             | M-ko w gm. wiejskiej | Miasteczko | kowelski      | Stare Koszary        | 436            |
|      | Milatyn                 | M-ko w gm. wiejskiej | Miasteczko | włodzimierski | Poryck               | 366            |
|      | Mizocz                  | M-ko w gm. wiejskiej | Miasteczko | dubieński     | Mizocz               | 1247           |
|      | Młynów                  | M-ko w gm. wiejskiej | Miasteczko | dubieński     | Młynów               | 1263           |
|      | Murawica                | M-ko w gm. wiejskiej | Miasteczko | dubieński     | Młynów               | 376            |
|      | Niesuchojeże            | M-ko w gm. wiejskiej | Miasteczko | kowelski      | Niesuchojeże         | 469            |
|      | Ołyka                   | Miasto               | Miasto     | dubieński     | –                    | 4333           |
|      | Opalin                  | M-ko w gm. wiejskiej | Miasteczko | lubomelski    | Huszcza              | 1226           |
|      | Ostrożec                | M-ko w gm. wiejskiej | Miasteczko | dubieński     | Malin                | 638            |
|      | Ostróg                  | Miasto               | Miasto     | ostrogski     | –                    | 12 975         |
|      | Ozdziutycze             | M-ko w gm. wiejskiej | Miasteczko | horochowski   | Kisielin             | 1015           |
|      | Poczajów Nowy           | Miasto ►             | Miasteczko | krzemieniecki | –                    | 2317           |
|      | Poryck                  | Miasto ►             | Miasteczko | włodzimierski | –                    | 2129           |
|      | Rachmanów               | M-ko w gm. wiejskiej | Miasteczko | krzemieniecki | Szumsk               | 709            |
|      | Radziwiłłów             | Miasto               | Miasto     | krzemieniecki | –                    | 4240           |
|      | Rafałówka (od 1930)     | M-ko w gm. wiejskiej | Miasteczko | sarneński     | Rafałówka            | 1315           |
|      | Ratno                   | Miasto               | Miasteczko | kowelski      | –                    | 2410           |
|      | Rokitno (od 1930)       | Miasto               | Miasteczko | sarneński     | –                    | 1491           |
|      | Rożyszcze               | Miasto               | Miasteczko | łucki         | –                    | 3263           |
|      | Równe                   | Miasto               | Miasto     | rówieński     | –                    | 30 482         |
|      | Sarny (od 1930)         | Miasto               | Miasto     | sarneński     | –                    | 5931           |
|      | Sokul                   | M-ko w gm. wiejskiej | Miasteczko | łucki         | Rożyszcze            | 953            |
|      | Stepań                  | Miasto ►             | Miasteczko | rówieński     | –                    | 2513           |
|      | Szumsk                  | Miasto ►             | Miasteczko | krzemieniecki | –                    | 2345           |
|      | Świniuchy               | M-ko w gm. wiejskiej | Miasteczko | horochowski   | Świniuchy            | 1220           |
|      | Targowica               | M-ko w gm. wiejskiej | Miasteczko | dubieński     | Jarosławicze         | 655            |
|      | Tomaszgród (od 1930)    | M-ko w gm. wiejskiej | Miasteczko | sarneński     | Klesów               | 803            |
|      | Torczyn                 | Miasto ►             | Miasteczko | łucki         | –                    | 3208           |
|      | Trojanówka              | M-ko w gm. wiejskiej | Miasteczko | kowelski      | Gródek               | 647            |
|      | Tuczyn                  | Miasto ►             | Miasteczko | rówieński     | –                    | 2943           |
|      | Turzysk                 | M-ko w gm. wiejskiej | Miasteczko | kowelski      | Turzysk              | 1501           |
|      | Uściług                 | Miasto               | Miasteczko | włodzimierski | –                    | 3728           |
|      | Warkowicze              | M-ko w gm. wiejskiej | Miasteczko | dubieński     | Warkowicze           | 1099           |
|      | Werba                   | M-ko w gm. wiejskiej | Miasteczko | dubieński     | Werba                | 402            |
|      | Wiśniowiec Nowy         | Miasto ►             | Miasto     | krzemieniecki | –                    | 4028           |
|      | Włodzimierz             | Miasto               | Miasto     | włodzimierski | –                    | 11 623         |
|      | Włodzimierzec (od 1930) | Miasto ►             | Miasteczko | sarneński     | –                    | 2935           |
|      | Wyżgródek               | M-ko w gm. wiejskiej | Miasteczko | krzemieniecki | Wyżgródek            | 976            |
|      | Wyżwa Nowa              | M-ko w gm. wiejskiej | Miasteczko | kowelski      | Siedliszcze          | 1973           |
|      | Zdołbunów               | Miasto               | Miasto     | rówieński     | –                    | 7279           |
|      | Zofjówka                | M-ko w gm. wiejskiej | Miasteczko | łucki         | Silno                | 1549           |